# 辩护人
辯護人是刑事訴訟程序中的法庭人員之一，其職責在於為被告提供實質有效的辯護，以確保被告獲得公平、公正的审判。辯護人一職主要是由律師出任，不過仍視各地規定而異，在未採行「律師強制代理」制度的地區，未持有律師資格者也可能在經過法官的允許後，充任辯護人的角色。

## 種類
根據辯護人的出任原由，大致可以分成以下三類：
- 選任辯護人：

選任辯護人是由被告或犯罪嫌疑人自行選定、委任的辯護人，也是最常見的一種類型，一般也多是尋求具有律師資格者擔任。
- 指定辯護人：

這類辯護人並非由被告自行選任，而是由法院指派。指定辯護人的案件多為「強制辯護」案件，包括面臨重罪指控、被告本身為身心障礙者或其他特殊情形等，此時法院有義務提供被告辯護人以協助其進行訴訟。在實務上，也多半是由律師公會或法律援助機構協助指派律師擔任。
- 公設辯護人：

與指定辯護人相似，公設辯護人的設置也是為了強制辯護或類似性質案件，但不同之處在於，指定辯護人是法院向外尋求符合資格者接受委任為辯護人，公設辯護人則是法院內的公職人員，法院可以直接指派其辯護。

## 權利
辯護人屬於輔助被告的訴訟主體之一，在訴訟過程中負有為被告提供實質、有效的辯護義務，亦即辯護人必需確保被告於整個刑事程序中受到公平、符合程序正义的待遇，否則可能將違反職業倫理，而面臨被懲處的後果。因此，辯護人在刑事程序中享有相當权利，作為協助被告進行防禦必要的特權：

### 接見權
接見交通權，又稱接見權、交通權，指辯護人對於受到羈押、拘留、逮捕或關押的被告或犯罪嫌疑人有接見溝通的權利，目的在於保障被告尋求辯護的權利。因此，即便法院下令將被告「收押禁見」，辯護人也並不在「禁見」的範圍內，而得以繼續提供其法律服務。

### 在場權
當刑事被告或是犯罪嫌疑人遭受到偵查機關盤查、詢問／訊問或搜索時，辯護人有權要求在場陪同，並隨時提供被告法律服務，稱為辯護人的「在場權」。如果辯護人無法即時在場，則被告就可能面臨違法、不當偵查的危險，因此賦予辯護人在場的權利，是被告在整個刑事程序中相當重要的權利之一。

### 閱卷權
檢察官所指控被告的證據、調查報告等訴訟資料，辯護人有權要求閱覽，以擬定其辯護攻防。在採行起訴狀一本主義的國家（如美国、日本），這項程序不稱作「閱卷」，而是「證據開示」，且辯護方同樣也有開示己方證據的義務。